# Liste der Monuments historiques in Aubiac (Gironde)
Die Liste der Monuments historiques in Aubiac (Gironde) führt die Monuments historiques in der französischen Gemeinde Aubiac auf.

## Liste der Objekte
| Bezeichnung | Beschreibung            | Standort                       | Kennzeichnung | Schutzstatus | Datum | Bild           |
| ----------- | ----------------------- | ------------------------------ | ------------- | ------------ | ----- | -------------- |
| Glocke      | Bronze, 15. Jahrhundert | in der Kirche St-Pierre (Lage) | PM33000031    | Classé       | 1912  | weitere Bilder |